# Кульджинский кризис
Кульджи́нский кри́зис (также Кульджинский вопрос) — военно-политический кризис в отношениях между Российской империей и Цинским Китаем в 70–80-е годы XIX века из за контроля над Илийским краем. Начало кризису положило восстание мусульманских народов, уйгуров и дунган, против власти маньчжурской династии в Синьцзяне. Главной причиной этому восстанию служила давняя историческая борьба мусульманских народов за свою самостоятельность, как политическую, так и экономическую, чему сильно противился Китай.

## История

### Предыстория
Китайцы-мусульмане (дунгане) неоднократно восставали против Цинской династии Китая, начиная с 1781 года. В начале 1860-х годов успешное восстание стало казаться более возможным, так как имперские войска были заняты борьбой с националистически настроенными тайпинами, а также с няньцзюньскими повстанцами Чжана Лосина. Российская империя не вмешивалась в данный кризис до 1871 года и занимала выжидательную позицию. Однако в связи с тем, что мятежный правитель Якуб бек, предводитель дунганов в Кульдже, сумел подчинить своей власти весь Синьцзян и создал государство феодального типа, не подвластное на тот момент ни Китаю, ни Российской империи, российские власти начали готовиться к аннексии Кульджи.
В этом положении Якуб бек стал искать выходы на Британскую империю и во многом преуспел. Это сразу же поставило под угрозу Туркестанские владения России, поскольку Британия имела немалые интересы на данной территории.

### Введение российских войск в Кульджу
Российские власти решились ввести войска на мятежную территорию, которая принадлежала Китаю, с главной оговоркой, что как только Китай сможет сам контролировать с помощью армии данные народы, Россия отведёт свои войска. Также Российская империя требовала объявить амнистию восставшим и не устраивать новых кровопролитий. В мае 1872 г. в Сергиополе (современный Аягоз) состоялись русско-китайские переговоры по Кульджинскому вопросу. Поскольку Китай в то время был не в состоянии восстановить контроль над отпавшими северо-западными окраинами, они завершились безрезультатно.
В 1877—1878 гг. цинские власти сумели консолидироваться и предприняли военную экспедицию в Синьцзян. Китайские войска, возглавляемые Цзо Цзунтанем, разгромили государство Якуб бека, овладели городами Хотан, Яркенд, Кашгар, Аксу и вплотную подошли к Кульджинскому краю. Усмирив Синьцзян, Пекин напомнил Петербургу о его обещании вернуть Кульджу.

### Российско-китайские переговоры
Данные события послужили началу внутриполитической борьбы в Петербурге между двумя партиями. Первая выступала за немедленную передачу территории Китаю, вторая во главе с Туркестанской администрацией выступала за включение Кульджинской области в состав Российской империи. Для окончательно решения данного вопроса было собрано Особое совещание, постановившее — возвратить Кульджи Китаю, но с рядом условий, в том числе уступками территориального характера (за Россией предполагалось оставить небольшую часть Илийской долины на западе и долину реки Текес на юге Кульджинского края площадью около 23 тыс. км² с тем, чтобы все желающие войти в российское подданство могли там поселиться). Ныне эта территория занимает большую часть Уйгурского, Райымбекского и Панфиловского районов Алматинской области Казахстана.
Несмотря на это решение, передача области затянулась и Китай стал проявлять нетерпение, закончившееся ультимативным требованием вернуть утраченную территорию. Так, в конце 1877 — начале 1878 г. один за другим последовали три запроса с китайской стороны о назначении российского комиссара для передачи Кульджи. В марте 1878 г. главнокомандующий цинской армией Цзо Цзунтан в ультимативной форме потребовал от туркестанского губернатора Кауфмана выдать скрывшегося на российской территории предводителя дунган Баян-Ахуна, угрожая в противном случае вторгнуться в российские пределы.
Данные события сильно накалили обстановку, и в Петербурге было созвано повторное Особое совещание. Решено было вернуть в обязательном порядке территорию, но только при условиях, на которых настаивало военное крыло и особенно Туркестанская администрация — сохранения за Российской империей западной и юго-западной части Кульджинского края, включая стратегически важный Музартский перевал через Тянь-Шань. Решения Особого совещания были одобрены Александром II и легли в основу русской позиции на переговорах с китайским послом Чун Хоу. 20 сентября 1879 года в Ливадии представители двух стран подписали Ливадийский договор о Кульдже.
Китай отказался от ратификации Ливадийского договора, что привело к новому кризису в русско-китайских отношениях. Российские военные начали готовиться к военному противоборству с Китаем. На Тихий океан была отправлена эскадра русского флота под командованием адмирала Лесовского. В декабре 1880 года военный министр Милютин направил туркестанскому генерал-губернатору и командующими войсками Туркестанского военного округа Кауфману шифрованную телеграмму, в которой изложил следующий план войны с Китаем:

Первое — со стороны Туркестанского и Западно-Сибирского военных округов держаться активно-оборонительной цели, защищать Кульджу, стараться нанести военное поражение китайцам где-либо поблизости границ, отнюдь не предпринимая далёких и продолжительных экспедиций и употреблять все усилия к созданию в Западном Китае Дунганского и Кашгарского мусульманских государств;
Второе — со стороны Восточной Сибири держаться активной обороны, стараясь нанести китайцам по возможности чувствительный удар занятием Гирина или другого какого-либо значительного города;
Третье — со стороны моря блокировать китайские берега, бомбардировать города, нанося возможно больший вред приморским городам.

Лишь после отказа российских военных от претензий на долину Текеса и Музартский перевал был открыт путь к окончательному урегулированию Кульджинского вопроса. 12 февраля 1881 года Россия и Китай подписали второй Петербургский договор о Кульдже. По его условиям Кульджинский край (кроме небольшой западной части Илийской долины) возвращался Китаю за денежную компенсацию (9 млн руб.) и предоставление торговых льгот российской стороне.
В данном военно-политическом конфликте была ярко продемонстрирована сильнейшая борьба между интересами Британской империи и Российской. Прямым следствием кризиса стало переселение части дунган и уйгуров на территорию Российской империи (современная Киргизия и сопредельные государства СНГ) и юго-западной Монголии.

## Итоги
Данные события вполне можно рассматривать, как очередной ход в Большой игре. Выявилось острое политическое противостояние не только между мусульманскими малыми народами Китая и династической властью этой страны, но и между Российской империей и Британской империей. Именно регион, находящийся рядом с Афганистаном и границами Китая, англичане всегда считали для себя стратегически важным и ревностно оберегали его от любых иностранных посягательств. Пройдёт 5 лет, и Россия, не сумев дальше продвинуться в Китае, продолжит попытки ещё сильнее утвердить своё влияние в Центральной Азии. Произойдёт столкновение с Британией практически напрямую.